# Push and Shove (canção)
"Push and Shove" é uma canção da banda No Doubt, gravada para o seu sexto álbum de estúdio de Push and Shove (2012). Conta com a participação de Busy Signal e Major Lazer, sendo composta por Gwen Stefani, Tony Kanal, Tom Dumont, Reanno Gordon, Wesley Pentz, David Taylor, Ariel Rechtshaid e a sua produção a cargo de Diplo. Servindo como segundo single do disco, estreou na rádio a 29 de Agosto de 2012 e no mesmo dia foi disponibilizado na iTunes Store dos Estados Unidos como descarga digital.

## Histórico de lançamento
| País           | Data                 | Formato          | Editora discográfica |
| -------------- | -------------------- | ---------------- | -------------------- |
| Estados Unidos | 29 de Agosto de 2012 | Descarga digital | Interscope           |